# カンムリガラ

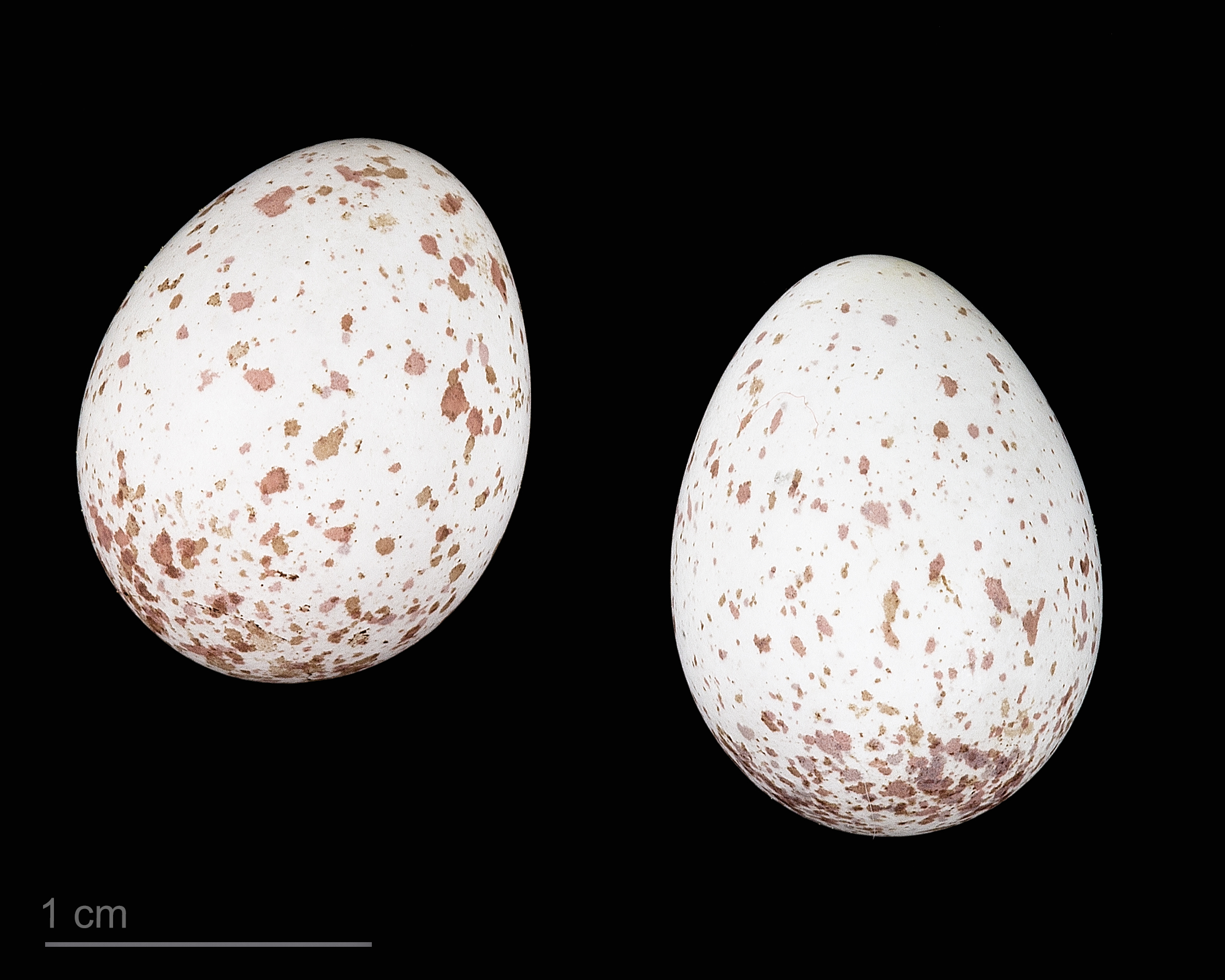
Lophophanes cristatus

カンムリガラ（学名Lophophanes cristatus）は、スズメ目シジュウカラ科に分類される鳥類の一種。